# Jawie
Jawie is een bestuurslaag in het regentschap Aceh Besar van de provincie Atjeh, Indonesië. Jawie telt 92 inwoners (volkstelling 2010).